# 켈리 가너
켈리 가너(Kelli Garner, 1984년 4월 11일 ~ )는 미국의 배우이다.

## 출연 작품
- 시크릿 라이프 오브 마릴린 먼로 (2015)
- 리브 어게인 (2015)
- 혼스 (2014)
- 팬 암 (2011)
- 거짓말 (2011)
- 마이 제너레이션 (2010)
- 고잉 더 디스턴스 (2010)
- 헨리 르페이의 여섯 부인들 (2009)
- 테이킹 우드스탁 (2009)
- G-포스: 기니피그 특공대 (2009)
- 내겐 너무 사랑스러운 그녀 (2007)
- 드림랜드 (2006)
- 피기 뱅크 (2005)
- 런던 (2005)
- 썸서커 (2005)
- 즐거운 경찰 (2005)
- 에비에이터 (2004)
- 아웃사이드 (2002)
- 불리 (2001)
- 어디에도 있지 않다 (2000)